# گوشت گورخر

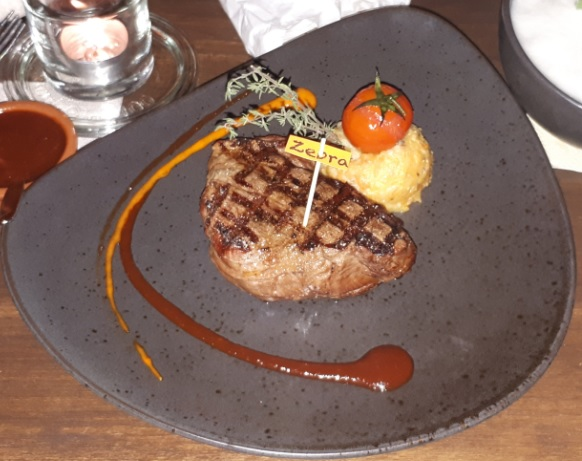
گوشت گریل شده گورخر در رستورانی در مونیخ، آلمان

گوشت گورخر، منبع غذایی انسانی در قاره آفریقا و همچنین بصورت پراکنده در اروپا و ایالات متحده آمریکا محسوب می‌شود. گوشت گورخر، جزء غذاهای اگزوتیک و گران قیمت است که در تعداد معدودی از فروشگاه‌ها یا رستوران‌های آفریقایی، اروپایی و آمریکایی قابل تهیه است.

## ترکیبات
گوشت گورخر، یک گوشت قرمز سالم تشخیص داده شده است، زیرا میزان چربی آن یک دهم گوشت گاو است. گوشت گورخر به ازای هر ۱۰۰ گرم گوشت دارای نیم گرم چربی است، بنابراین میزان چربی آن حتی از گوشت مرغ نیز کمتر است و در عوض می‌تواند در هر وعده غذایی ۳۵ گرم پروتئین را تأمین کند. مانند بسیاری از گوشت‌های دارای پروتئین بالا، گوشت گورخر نیز پر از روی و اسیدهای چرب امگا ۳ است که در ترمیم ماهیچه‌ها، حفظ سیستم ایمنی و بهبود سلامت قلب نقش دارند. تحقیقات جدید نشان داده است که گوشت گورخر می‌تواند همچون گوشت شترمرغ منبع تغذیه مناسب برای افراد مبتلا به فشار خون بالا باشد.

## پرورش و ذبح
گوشت گورخر بصورت قانونی تنها از مزارع پرورش گورخر دشتی برچل در آفریقای جنوبی قابل تهیه است. به گفته مقامات بهداشت، گوشت گورخر در ایالات متحده نیز قابل فروش است، اگرچه یافتن آن هنوز هم دشوار است. به گفته یکی از مقامات سازمان غذا و داروی آمریکا (FDA)، تغذیه گوشت اگزوتیک از جمله گوشت گورخر، تا زمانی که آن جانور در لیست گونه‌های در معرض خطر نباشد، ادامه خواهد داشت. او همچنین متذکر شده است که مانند سایر غذاهایی که توسط FDA تنظیم می‌شود، گوشت گورخر باید ایمن، سالم و برچسب‌زده باشد و به روشی باشد که کاملاً مطابق با قانون فدرال مواد غذایی، دارویی، آرایشی و بهداشتی و مقررات پشتیبانی آن تهیه شود.

## در دین اسلام
مطابق نظر اکثر قریب به اتفاق مراجع تقلید شیعه از جمله سید علی خامنه‌ای و ناصر مکارم شیرازی، گوشت گورخر حلال است.